# Semeiskie
Semeiskie je ruska etnička zajednica tzv. „staroobrednika” (rus. старообрядцы) koji naseljavaju Zabajkalski kraj (područje Rusije iza Bajkalskog jezera u Sibiru) još od vremena vladavine Katarine Velike u 18. st.
Njihova kultura predstavlja ostatak kulturnih izražaja Rusije prije 17. stoljeća, zbog čega su njihov kulturni prostor i oralna kultura postali nematerijalna svjetska baština još 2001., a 2008. godine su upisani i na UNESCO-ov popis nematerijalne svjetske baštine u Aziji i Oceaniji.

## Povijest
Nakon što je patrijarh ruske pravoslavne Crkve, patrijarh Nikon, uveo crkvene reforme kojima je želio ruske crkvene obrede približiti obredima grčke pravoslavne Crkve (1652. – 66.), uslijedio je raskol 1666. godine kojim su se od Crkve odvojili tzv. „staroobrednici” (старообря́дцы) ili „starovjerni” (старове́ры) koji nisu prihvaćali ove promjene. Staroobrednici su nastavili vršiti obrede na stari ruski način, usprkos snažnoj represiji Crkve i Ruske države.
Semeiskie (što znači „oni koji žive poput obitelji” i prema visokim moralnim načelima) je bila skupina staroobrendika koja se odselila u tada poljski, a danas bjeloruski grad Gomelj. Katarina II. Velika ih je dala protjerati na jug ruske Burjatije pod izlikom da tamo mogu služiti kao farmeri Kozacima koji su čuvali granicu Ruskog carstva od Mongola. Njihovi potomci, kao i potomci drugih staroobrednika protjeranih iz drugih krajeva Rusije u 18. st., žive u ovom kraju i danas.

## Kultura
Semeiskie danas broje oko 200.000 pripadnika koji govore južnoruskim dijalektom s mnogo posuđenica iz bjeloruskog, ukrajinskog i burjatskog jezika. Oni još uvijek upražnjavaju stare pravoslavne rituale, a svakodnevne aktivnosti su im utemeljene na kultu obitelji, o čemu svjedoči i njihov naziv. 
Odlikuju se i izvornom narodnom nošnjom, narodnim obrtima, nastambama, slikanjem, ukrasima, hranom, kao i glazbom. Naime, Semeiskie održavaju dugu oralnu tradiciju predaje i vokalnog višeglasnog zborskog pjevanja, koje se osobito izvode za obiteljska slavlja i popularne festivale. Ove pjesme se nazivaju drauli, a korijene vuku iz ruske srednjovjekovne liturgijske glazbe.
- Starovjernička crkva sv. Nikole u muhorsibirskom distriktu (Burjatija)
- Starovjernička crkva u Tarbagataju
- Ukrašena vrata bogatog staroobrednika Borisova, Etnografski muzej, Ulan-Ude
- Stotinu godina stara Semeiskeie kuća u Novom Brjansku
- Oslikane prozorske škure